# Offenbacher Fußball-Club Kickers 1901 2010-2011
Questa voce raccoglie le informazioni riguardanti l'Offenbacher Fußball-Club Kickers 1901 nelle competizioni ufficiali della stagione 2010-2011.

## Stagione
Nella stagione 2010-2011 il Kickers Offenbach, allenato da Wolfgang Wolf, Thomas Gerstner e Manfred Binz, concluse il campionato di 3. Liga al 7º posto. In Coppa di Germania il Kickers Offenbach fu eliminato agli ottavi di finale dal Norimberga.

## Rosa
| N. |                                 | Ruolo | Calciatore            |
| -- | ------------------------------- | ----- | --------------------- |
| 1  | Germania (bandiera)             | P     | Tobias Wolf           |
| 2  | Germania (bandiera)             | D     | Alexander Huber       |
| 3  | Germania (bandiera)             | D     | Nils Teixeira         |
| 4  | Germania (bandiera)             | D     | Markus Husterer       |
| 5  | Germania (bandiera)             | D     | Marko Kopilaš         |
| 6  | Costa d'Avorio (bandiera)       | D     | Joel Damahou          |
| 7  | Austria (bandiera)              | C     | Denis Berger          |
| 8  | Bosnia ed Erzegovina (bandiera) | C     | Sead Mehic            |
| 9  | Germania (bandiera)             | A     | Thomas Rathgeber      |
| 10 | Brasile (bandiera)              | C     | Elton da Costa        |
| 11 | Germania (bandiera)             | C     | Markus Hayer          |
| 13 | Germania (bandiera)             | D     | Christopher Lamprecht |
| 14 | Germania (bandiera)             | C     | Marius Laux           |
| 15 | Canada (bandiera)               | A     | Olivier Occéan        |
| 16 | Turchia (bandiera)              | A     | Noyan Öz              |

| N. |                      | Ruolo | Calciatore         |
| -- | -------------------- | ----- | ------------------ |
| 17 | Guatemala (bandiera) | D     | Stefano Cincotta   |
| 18 | Germania (bandiera)  | C     | Steffen Haas       |
| 19 | Germania (bandiera)  | C     | Nicolas Feldhahn   |
| 20 | Germania (bandiera)  | A     | Mirnes Mesic       |
| 21 | Germania (bandiera)  | D     | Christian Telch    |
| 22 | Germania (bandiera)  | C     | Baris Odabas       |
| 23 | Germania (bandiera)  | D     | Marcel Lenz        |
| 24 | Germania (bandiera)  | D     | Daniel Goldschmitt |
| 25 | Germania (bandiera)  | P     | Maurice Paul       |
| 26 | Germania (bandiera)  | A     | Kai Hesse          |
| 27 | Angola (bandiera)    | A     | José Vunguidica    |
| 28 | Germania (bandiera)  | P     | Robert Wulnikowski |
| 29 | Germania (bandiera)  | C     | Daniel Henrich     |
| 31 | Germania (bandiera)  | C     | Daniel Gunkel      |
| 33 | Germania (bandiera)  | C     | Jannik Sommer      |

## Organigramma societario
Area tecnica
- Allenatore: Manfred Binz, Tobias Dudeck
- Allenatore in seconda:
- Preparatore dei portieri: René Keffel
- Preparatori atletici:

## Calciomercato

### Sessione estiva
| Acquisti | Acquisti              | Acquisti               | Acquisti |
| R.       | Nome                  | da                     | Modalità |
| -------- | --------------------- | ---------------------- | -------- |
| D        | Christopher Lamprecht | Holstein Kiel          |          |
| C        | Denis Berger          | Jahn Ratisbona         |          |
| D        | Stefano Cincotta      | Eintracht Francoforte  |          |
| D        | Joel Damahou          | Borussia M'gladbach II |          |
| C        | Elton da Costa        | Augusta                |          |
| C        | Nicolas Feldhahn      | Werder Brema II        |          |
| C        | Markus Hayer          | Germania Windeck       |          |
| C        | Daniel Henrich        | Kickers Offenbach II   |          |
| D        | Markus Husterer       | FSV Francoforte        |          |
| D        | Marcel Lenz           | Hessen Kassel          |          |
| C        | Sead Mehic            | FSV Francoforte        |          |
| A        | Olivier Occéan        | Lillestrøm             |          |
| A        | Noyan Öz              | Kickers Offenbach U19  |          |
| A        | Thomas Rathgeber      | Unterhaching           |          |
| D        | André Reinhard        | Kickers Offenbach II   |          |
| D        | Christian Telch       | Magonza II             |          |
| P        | Tobias Wolf           | Hessen Kassel          |          |

| Cessioni | Cessioni              | Cessioni                 | Cessioni |
| R.       | Nome                  | a                        | Modalità |
| -------- | --------------------- | ------------------------ | -------- |
| A        | Uğur Albayrak         | Kayserispor              |          |
| C        | Benjamin Baier        | RB Lipsia                |          |
| D        | Mounir Chaftar        | Eintracht Francoforte II |          |
| C        | Christian Fröhlich    | Chemnitz                 |          |
| D        | Marc Heitmeier        | FSV Francoforte          |          |
| C        | Tom Moosmayer         | Wuppertal                |          |
| C        | Baris Odabas          | Kickers Offenbach II     |          |
| C        | Nils Pfingsten-Reddig | Rot-Weiß Erfurt          |          |
| C        | Christian Pospischil  | Coblenza                 |          |
| C        | Simon Pospischil      | Rot-Weiss Francoforte    |          |
| C        | Sebastian Rode        | Eintracht Francoforte    |          |
| D        | Maik Schutzbach       | Saarbrücken              |          |
| C        | Tufan Tosunoğlu       | FSV Francoforte          |          |
| A        | David Ulm             | Sandhausen               |          |
| C        | Stefan Zinnow         | Sandhausen               |          |

### Sessione invernale
| Acquisti | Acquisti        | Acquisti | Acquisti |
| R.       | Nome            | da       | Modalità |
| -------- | --------------- | -------- | -------- |
| A        | José Vunguidica | Colonia  |          |

| Cessioni | Cessioni       | Cessioni       | Cessioni |
| R.       | Nome           | a              | Modalità |
| -------- | -------------- | -------------- | -------- |
| D        | André Reinhard | Bayern Alzenau |          |

## Risultati

### 3. Liga

#### Girone di andata
| Arbitro: | Gagelmann |

|                            |           |  |
| Mann 29’ (aut.) Occéan 73’ | Marcatori |  |

| Arbitro: | Drees |

|  |           |                         |
|  | Marcatori | 26’ Occéan 84’ Feldhahn |

| Arbitro: | Fischer |

|                                           |           |          |
| Kopilaš 13’ Occéan 32’, 48’ Lamprecht 90’ | Marcatori | 56’ Deul |

| Arbitro: | Brych |

|           |           |                         |
| Menga 24’ | Marcatori | 50’ Costa 83’ Rathgeber |

| Arbitro: | Osmers |

|                               |           |              |
| Haas 79’ (rig.) Rathgeber 90’ | Marcatori | 90’ Formento |

| Arbitro: | Aytekin |

|                                 |           |                           |
| Kluft 27’ Book 47’ Tankulić 84’ | Marcatori | 14’, 37’ Occéan 50’ Mehic |

| Arbitro: | Dankert |

|                     |           |  |
| Laux 79’ Occéan 90’ | Marcatori |  |

| Arbitro: | Steinberg |

|                                                     |           |              |
| Pfingsten-Reddig 40’ (rig.), 76’ (rig.) Caillas 90’ | Marcatori | 84’ Feldhahn |

| Arbitro: | Dingert |

|                                   |           |                           |
| Husterer 9’ Occéan 47’ Berger 89’ | Marcatori | 31’ Ziegenbein 48’ Lartey |

| Arbitro: | Achmüller |

|  |           |          |
|  | Marcatori | 30’ Haas |

| Arbitro: | Petersen |

|                           |           |              |
| Berger 51’ Hesse 56’, 65’ | Marcatori | 11’ Testroet |

| Arbitro: | Seidel |

|             |           |               |
| Nygaard 37’ | Marcatori | 62’ Rathgeber |

| Arbitro: | Cortus |

|                      |           |                 |
| Hesse 79’ Occéan 86’ | Marcatori | 29’ (rig.) Civa |

| Arbitro: | Blos |

|                                                      |           |                             |
| Eberlein 14’, 68’ Kopilaš 44’ (aut.) Lenz 62’ (aut.) | Marcatori | 4’ Costa 45’, 47’ Rathgeber |

| Arbitro: | Thomsen |

|  |           |                         |
|  | Marcatori | 20’ Hayer 34’ Rathgeber |

| Arbitro: | Hartmann |

|                      |           |                              |
| Costa 9’ (rig.), 21’ | Marcatori | 55’ Bellarabi 75’ Theuerkauf |

| Arbitro: | Petersen |

|            |           |  |
| Hähnge 11’ | Marcatori |  |

| Arbitro: | Rafati |

|           |           |  |
| Costa 44’ | Marcatori |  |

| Arbitro: | Osmers |

|                             |           |  |
| Kopilaš 56’ (aut.) Koch 90’ | Marcatori |  |

#### Girone di ritorno
| Arbitro: | Unger |

|                            |           |  |
| Zimmermann 76’, 88’ (rig.) | Marcatori |  |

| Arbitro: | Aytekin |

|            |           |                             |
| Occéan 53’ | Marcatori | 49’ Löning 51’ Benschneider |

| Arbitro: | Alt |

|              |           |  |
| Wohlfarth 5’ | Marcatori |  |

| Offenbach am Main 5 febbraio 2011, ore 14:00 CET 23ª giornata | Kickers Offenbach | 0 – 0 referto | Wehen Wiesbaden | Stadion am Bieberer Berg (7 025 spett.)\| Arbitro: \| Brych \| |
| Arbitro:                                                      | Brych             |               |                 |                                                                |

| Arbitro: | Steinberg |

|  |           |                           |
|  | Marcatori | 28’ Vunguidica 36’ Occéan |

| Arbitro: | Drees |

|                |           |                    |
| Vunguidica 54’ | Marcatori | 25’ Hille 90’ Wölk |

| Arbitro: | Dietz |

|                 |           |           |
| Fink 66’ (rig.) | Marcatori | 22’ Huber |

| Arbitro: | Bandurski |

|                         |           |             |
| Teixeira 55’ Occéan 88’ | Marcatori | 90’ Drexler |

| Rostock 12 marzo 2011, ore 14:00 CET 28ª giornata | Hansa Rostock | 0 – 0 referto | Kickers Offenbach | DKB-Arena (17 800 spett.)\| Arbitro: \| Willenborg \| |
| Arbitro:                                          | Willenborg    |               |                   |                                                       |

| Offenbach am Main 19 marzo 2011, ore 14:00 CET 29ª giornata | Kickers Offenbach | 0 – 0 referto | Coblenza | Stadion am Bieberer Berg (6 549 spett.)\| Arbitro: \| Siebert \| |
| Arbitro:                                                    | Siebert           |               |          |                                                                  |

| Brema 1º aprile 2011, ore 19:00 CEST 30ª giornata | Werder Brema II | 0 – 0 referto | Kickers Offenbach | Weserstadion - Platz 11 (754 spett.)\| Arbitro: \| Blos \| |
| Arbitro:                                          | Blos            |               |                   |                                                            |

| Arbitro: | Dankert |

|               |           |  |
| Rathgeber 33’ | Marcatori |  |

| Arbitro: | Ittrich |

|                       |           |  |
| Koç 18’ Makarenko 62’ | Marcatori |  |

| Arbitro: | Kempter |

|                                 |           |  |
| Rathgeber 26’ (rig.) Occéan 88’ | Marcatori |  |

| Arbitro: | Achmüller |

|                        |           |                      |
| Occéan 16’, 66’ (rig.) | Marcatori | 79’ Vier 90’ Schwenk |

| Arbitro: | Siebert |

|                           |           |              |
| Kumbela 19’ Bellarabi 47’ | Marcatori | 70’ Feldhahn |

| Arbitro: | Sippel |

|  |           |                          |
|  | Marcatori | 48’ Pichinot 90’ Eckardt |

| Arbitro: | Schalk |

|                            |           |            |
| Heidenfelder 53’ Essig 80’ | Marcatori | 72’ Occéan |

| Arbitro: | Perl |

|                           |           |                               |
| Mesic 45’ Fiél 68’ (aut.) | Marcatori | 10’, 74’ Schahin 26’ Schuppan |

### Coppa di Germania
| Arbitro: | Hartmann |

|                                  |           |  |
| Feldhahn 33’ Haas 44’ Berger 83’ | Marcatori |  |

| Arbitro: | Kircher |

|                                       |                      |                                  |
| Haas Feldhahn Kopilaš Rathgeber Mehic | Tiri di rigore 4 – 2 | Şahin Barrios Tallec Lewandowski |

| Arbitro: | Schmidt |

|  |           |                 |
|  | Marcatori | 20’, 66’ Simons |

## Statistiche

### Statistiche di squadra
| Competizione      | Punti | In casa | In casa | In casa | In casa | In casa | In casa | In trasferta | In trasferta | In trasferta | In trasferta | In trasferta | In trasferta | Totale | Totale | Totale | Totale | Totale | Totale | DR |
| Competizione      | Punti | G       | V       | N       | P       | Gf      | Gs      | G            | V            | N            | P            | Gf           | Gs           | G      | V      | N      | P      | Gf     | Gs     | DR |
| ----------------- | ----- | ------- | ------- | ------- | ------- | ------- | ------- | ------------ | ------------ | ------------ | ------------ | ------------ | ------------ | ------ | ------ | ------ | ------ | ------ | ------ | -- |
| 3. Liga           | 57    | 19      | 11      | 4       | 4       | 32      | 20      | 19           | 5            | 5            | 9            | 20           | 25           | 38     | 16     | 9      | 13     | 52     | 45     | +7 |
| Coppa di Germania | -     | 3       | 1       | 1       | 1       | 3       | 2       | 0            | 0            | 0            | 0            | 0            | 0            | 3      | 1      | 1      | 1      | 3      | 2      | +1 |
| Totale            | 57    | 22      | 12      | 5       | 5       | 35      | 22      | 19           | 5            | 5            | 9            | 20           | 25           | 41     | 17     | 10     | 14     | 55     | 47     | +8 |

### Andamento in campionato
| Giornata  | 1 | 2 | 3 | 4 | 5 | 6 | 7 | 8 | 9 | 10 | 11 | 12 | 13 | 14 | 15 | 16 | 17 | 18 | 19 | 20 | 21 | 22 | 23 | 24 | 25 | 26 | 27 | 28 | 29 | 30 | 31 | 32 | 33 | 34 | 35 | 36 | 37 | 38 |
| --------- | - | - | - | - | - | - | - | - | - | -- | -- | -- | -- | -- | -- | -- | -- | -- | -- | -- | -- | -- | -- | -- | -- | -- | -- | -- | -- | -- | -- | -- | -- | -- | -- | -- | -- | -- |
| Luogo     | C | T | C | T | C | T | C | T | C | T  | C  | T  | C  | T  | T  | C  | T  | C  | T  | T  | C  | T  | C  | T  | C  | T  | C  | T  | C  | T  | C  | T  | C  | C  | T  | C  | T  | C  |
| Risultato | V | V | V | V | V | N | V | P | V | V  | V  | N  | V  | P  | V  | N  | P  | V  | P  | P  | P  | P  | N  | V  | P  | N  | V  | N  | N  | N  | V  | P  | V  | N  | P  | P  | P  | P  |
| Posizione | 4 | 2 | 1 | 1 | 1 | 1 | 1 | 2 | 1 | 1  | 1  | 1  | 1  | 2  | 2  | 1  | 3  | 3  | 3  | 3  | 3  | 4  | 4  | 3  | 3  | 3  | 3  | 3  | 3  | 3  | 3  | 3  | 3  | 4  | 6  | 6  | 6  | 7  |

Legenda:

Luogo: C = Casa; T = Trasferta. Risultato: V = Vittoria; N = Pareggio; P = Sconfitta.

### Statistiche dei giocatori
| Giocatore      | 3. Liga  | 3. Liga | 3. Liga     | 3. Liga    | Coppa di Germania | Coppa di Germania | Coppa di Germania | Coppa di Germania | Totale   | Totale | Totale      | Totale     |
| Giocatore      | Presenze | Reti    | Ammonizioni | Espulsioni | Presenze          | Reti              | Ammonizioni       | Espulsioni        | Presenze | Reti   | Ammonizioni | Espulsioni |
| -------------- | -------- | ------- | ----------- | ---------- | ----------------- | ----------------- | ----------------- | ----------------- | -------- | ------ | ----------- | ---------- |
| D. Berger      | 22       | 2       | 6           | 0          | 2                 | 1                 | 1                 | 0                 | 24       | 3      | 7           | 0          |
| S. Cincotta    | 9        | 0       | 1           | 0          | 0                 | 0                 | 0                 | 0                 | 9        | 0      | 1           | 0          |
| E. Costa       | 18       | 5       | 3           | 0          | 2                 | 0                 | 0                 | 0                 | 20       | 5      | 3           | 0          |
| J. Damahou     | 15       | 0       | 3           | 0          | 1                 | 0                 | 0                 | 0                 | 16       | 0      | 3           | 0          |
| N. Feldhahn    | 31       | 3       | 3           | 0          | 3                 | 1                 | 0                 | 0                 | 34       | 4      | 3           | 0          |
| D. Goldschmitt | 0        | 0       | 0           | 0          | 0                 | 0                 | 0                 | 0                 | 0        | 0      | 0           | 0          |
| D. Gunkel      | 14       | 0       | 4           | 0          | 0                 | 0                 | 0                 | 0                 | 14       | 0      | 4           | 0          |
| S. Haas        | 29       | 2       | 4           | 0          | 3                 | 1                 | 0                 | 0                 | 32       | 3      | 4           | 0          |
| M. Hayer       | 6        | 1       | 0           | 0          | 1                 | 0                 | 0                 | 0                 | 7        | 1      | 0           | 0          |
| D. Henrich     | 3        | 0       | 0           | 1          | 0                 | 0                 | 0                 | 0                 | 3        | 0      | 0           | 1          |
| K. Hesse       | 11       | 3       | 1           | 0          | 1                 | 0                 | 0                 | 0                 | 12       | 3      | 1           | 0          |
| A. Huber       | 16       | 1       | 2           | 0          | 1                 | 0                 | 0                 | 0                 | 17       | 1      | 2           | 0          |
| M. Husterer    | 25       | 1       | 10          | 0          | 3                 | 0                 | 1                 | 0                 | 28       | 1      | 11          | 0          |
| M. Kopilaš     | 33       | 1       | 10          | 1          | 2                 | 0                 | 0                 | 0                 | 35       | 1      | 10          | 1          |
| C. Lamprecht   | 28       | 1       | 10          | 0          | 2                 | 0                 | 1                 | 0                 | 30       | 1      | 11          | 0          |
| M. Laux        | 20       | 1       | 2           | 0          | 1                 | 0                 | 0                 | 0                 | 21       | 1      | 2           | 0          |
| M. Lenz        | 20       | 0       | 3           | 0          | 1                 | 0                 | 0                 | 0                 | 21       | 0      | 3           | 0          |
| S. Mehic       | 34       | 1       | 4           | 0          | 2                 | 0                 | 0                 | 0                 | 36       | 1      | 4           | 0          |
| M. Mesic       | 21       | 1       | 3           | 0          | 2                 | 0                 | 2                 | 0                 | 23       | 1      | 5           | 0          |
| O. Occéan      | 30       | 16      | 3           | 1          | 3                 | 0                 | 0                 | 0                 | 33       | 16     | 3           | 1          |
| B. Odabas      | 0        | 0       | 0           | 0          | 0                 | 0                 | 0                 | 0                 | 0        | 0      | 0           | 0          |
| M. Paul        | 0        | 0       | 0           | 0          | 0                 | 0                 | 0                 | 0                 | 0        | 0      | 0           | 0          |
| T. Rathgeber   | 30       | 8       | 2           | 0          | 3                 | 0                 | 0                 | 0                 | 33       | 8      | 2           | 0          |
| A. Reinhard    | 0        | 0       | 0           | 0          | 0                 | 0                 | 0                 | 0                 | 0        | 0      | 0           | 0          |
| J. Sommer      | 3        | 0       | 0           | 0          | 0                 | 0                 | 0                 | 0                 | 3        | 0      | 0           | 0          |
| N. Teixeira    | 35       | 1       | 4           | 0          | 3                 | 0                 | 0                 | 0                 | 38       | 1      | 4           | 0          |
| C. Telch       | 16       | 0       | 4           | 0          | 2                 | 0                 | 0                 | 0                 | 18       | 0      | 4           | 0          |
| J. Vunguidica  | 16       | 2       | 3           | 0          | 0                 | 0                 | 0                 | 0                 | 16       | 2      | 3           | 0          |
| T. Wolf        | 4        | 0       | 1           | 0          | 0                 | 0                 | 0                 | 0                 | 4        | 0      | 1           | 0          |
| R. Wulnikowski | 36       | 0       | 1           | 0          | 3                 | 0                 | 0                 | 0                 | 39       | 0      | 1           | 0          |
| N. Öz          | 1        | 0       | 0           | 0          | 0                 | 0                 | 0                 | 0                 | 1        | 0      | 0           | 0          |